# Perivóli (ort i Grekland, Grekiska fastlandet)
Perivóli (Perivoli) är en ort i Grekland.   Den ligger i prefekturen Fthiotis och regionen Grekiska fastlandet, i den centrala delen av landet, 180 km nordväst om huvudstaden Aten. Perivóli ligger 519 meter över havet och antalet invånare är 435.
Terrängen runt Perivóli är huvudsakligen kuperad, men österut är den platt. Runt Perivóli är det glesbefolkat, med 17 invånare per kvadratkilometer. Närmaste större samhälle är Domokós, 12,3 km nordost om Perivóli. Trakten runt Perivóli består till största delen av jordbruksmark.